# Além da Ribeira
Além da Ribeira est une freguesia portugaise jusqu'en 2013, située dans le district de Santarém.
Avec une superficie de 12,32 km2 et une population de 764 habitants (2011), la paroisse possède une densité de 61,5 hab/km2.
Elle est supprimée par réorganisation administrative par la loi du 28 janvier 2013 et intégrée dans la paroisse de Além da Ribera et Pederira (pt).
| 1991 | 2001 | 2011 |
| ---- | ---- | ---- |
| 876  | 885  | 764  |